# Porfirio Díaz
Đại tướng José de la Cruz Porfirio Díaz Mori (15 tháng 9 năm 1830 - 2 tháng 7 năm 1915) một tình nguyện viên trong cuộc chiến tranh Cải cách và là một nhà lãnh đạo thành công cuộc nổi loạn chống sự can thiệp của Pháp, một vị tướng tài năng và Tổng thống Mexico liên tục từ năm 1876 đến năm 1911, với ngoại lệ một nhiệm kỳ ngắn vào năm 1876 ông để cho John N. Mendez làm tổng thống lâm thời, và thời hạn bốn năm phục vụ bởi các đồng minh chính trị Manuel Gonzalez giai đoạn 1880-1884. Thường được các nhà sử học coi là một nhà độc tài, ông là một nhân vật gây tranh cãi trong lịch sử Mexico. Thời gian lãnh đạo của ông đánh dấu bằng sự ổn định trong nước đáng kể (được biết đến với cụm từ "paz porfirian"), sự hiện đại hóa, và tăng trưởng kinh tế. Tuy nhiên, chế độ Diaz đã trở nên không được lòng dân do sự đàn áp và kìm hãm chính trị, và ông bị tước quyền lực trong cuộc cách mạng Mexico, sau khi ông tống giam đối thủ bầu cử và tự xưng là người chiến thắng nhiệm kỳ thứ 8. 35 năm dưới thời Diaz cai trị Mexico được coi là Porfiriato.
Cuộc cách mạng đã dẫn đến việc lập ra Nacional Partido Revolucionario ("Đảng Cách mạng Quốc gia") vào năm 1929, nó được đổi tên thành Partido Revolucionario Institucional (Đảng Cách mạng Đảng Thể chế) (PRI) vào năm 1946. Dưới thời một loạt các nhà lãnh đạo, PRI đã nắm giữ quyền lực cho đến cuộc tổng tuyển cử năm 2000.

## Thời trẻ

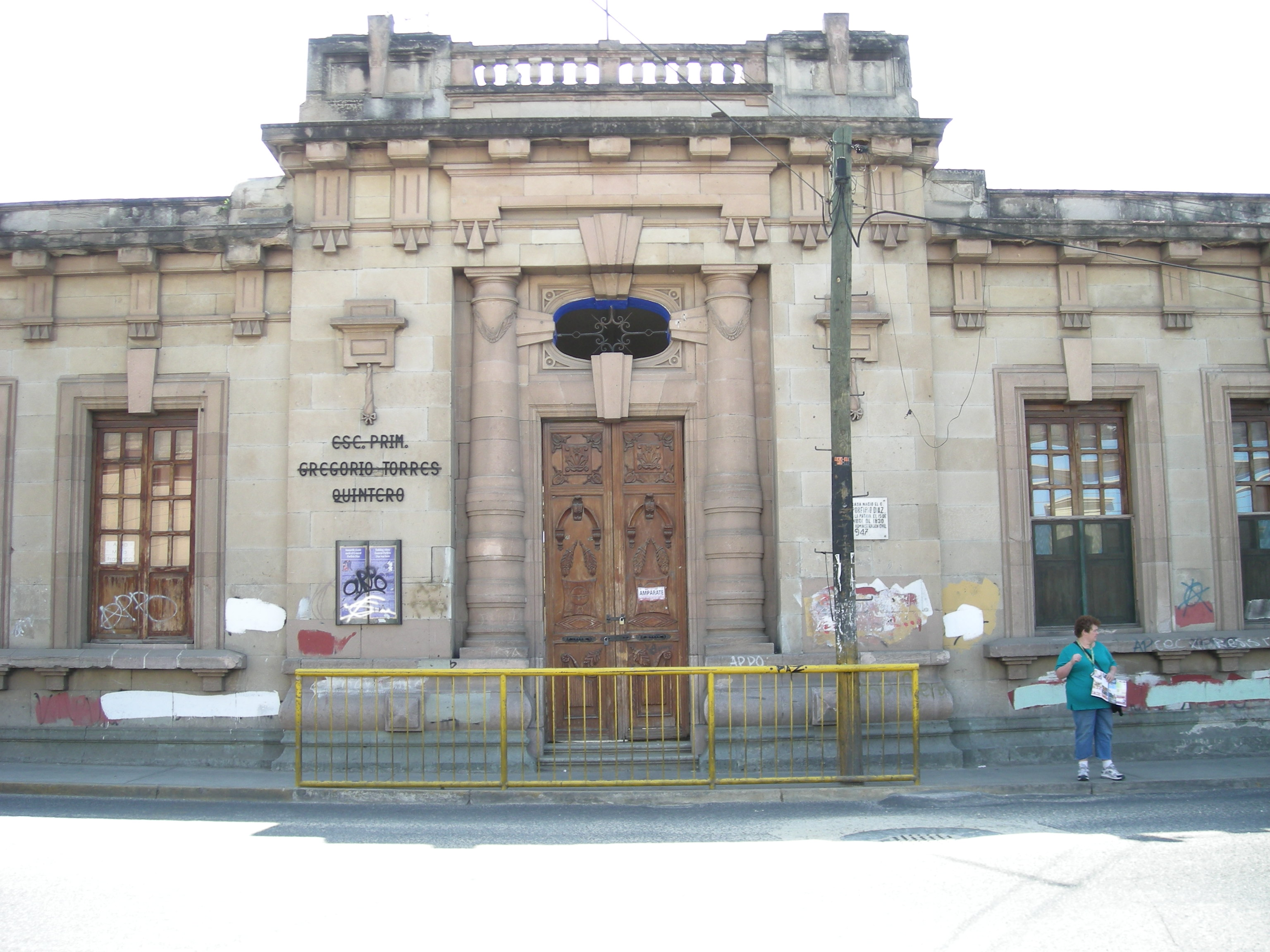
Nới sinh của Díaz ở Thành phố Oaxaca, nay là một trường trung học cơ sở

Porfirio Díaz sinh ngày 15 tháng 9 năm 1830 ở Oaxaca, Mexico trong một gia đình có mẹ là người bản địa Mexico và cha là người Criollo. Cha của ông, José de la Cruz là một chủ khách sạn nhỏ khiêm tốn đã qua đời khi con trai còn là một đứa bé